# Juan José Estrada Morales
Juan José Estrada Morales (Managua, 1 de enero de 1872 - 11 de julio de 1947) fue un militar y político nicaragüense que actuó como Presidente de Nicaragua entre el 28 de agosto de 1910 y el 9 de mayo de 1911.

## Origen
Provenía de una familia de humildes artesanos de ideología liberal que produjo cuatro militares (un coronel y tres generales) destacados en la historia militar de Nicaragua. Estos fueron José Dolores, Aurelio, Irineo y él, quienes fueron conocidos como Los Gracos nicaragüenses y que ganaron notoriedad en la década de 1880 de la mano del ascendente alcalde de Managua, José Santos Zelaya. Sus padres fueron Macario Estrada (fallecido cerca de 1878) e Ignacia Morales.
Sus tres hermanos fueron alcaldes de la ciudad de Managua. Irineo en 1899, José Dolores en 1901 y Aurelio en 1903; este último fue el generalísimo en la victoria de Namasigüe en 1907. Todos fueron alcaldes progresistas y populares, construyeron el Parque Central y arborizaron la ciudad.

## Rebelión armada contra Zelaya
Nombrado en diciembre de 1908 como Intendente en la Costa Atlántica, percibió el descontento general contra el gobierno de José Santos Zelaya e instigado por Emiliano Chamorro, naciente caudillo conservador, quien también consiguió apoyo de parte del presidente conservador de Guatemala, Manuel Estrada Cabrera, inició una rebelión armada contra Zelaya.
El 10 de octubre de 1909, emitió una proclama en la que declaró que asumía la presidencia de la República provisionalmente y acusaba a Zelaya de actos de malversación y enriquecimiento ilícito. A esta rebelión militar se le unieron exiliados nicaragüenses del resto de Centroamérica. Estados Unidos, como principal proveedor de armas y recursos, ancló dos buques de guerra en Bluefields para socorrer a los revolucionarios en caso de emergencia.
La reacción de Zelaya no se hizo esperar y estableció el estado de sitio apresando a conservadores y liberales desafectos, imponiendo contribuciones forzosas y enviando una fuerza expedicionaria a la Costa Atlántica para perseguirlo a él y a Chamorro. Para entonces, ya los rebeldes iban en marcha hacia San Juan del Norte donde establecen sus defensas sembrando minas en el río que explotan al momento que pasan las lanchas con soldados del gobierno.
Esta respuesta armada que no tuvo el éxito esperado, fue encomendada por Chamorro a los ciudadanos estadounidenses, radicados en Nicaragua, Lee Roy Cannon y Leonard Groce, cuya captura y ejecución derivó en la ruptura definitiva entre el gobierno de Zelaya y los Estados Unidos, y provocó la emisión de la Nota Knox el 1.º de diciembre de 1909, la inmediata salida de Zelaya del poder y el depósito de la presidencia en manos del sucesor zelayista el doctor José Madriz Rodríguez.

## Presidente de la República
Reconocido por los Estados Unidos como beligerante, el 28 de agosto de 1910, como jefe de la revolución libero-conservadora, llegó a Managua desde Bluefields y recibió de manos de su hermano, el congresista José Dolores Estrada, la presidencia ese mismo día. Conforme a los acuerdos de paz convocó una Asamblea Constituyente, la cual, el mismo día de su instalación, el 1 de enero de 1911, lo eligió presidente constitucional para un período de dos años junto con el vicepresidente conservador Adolfo Díaz. Esta Asamblea estaba integrada solo por miembros conservadores, con excepción del liberal José María Moncada, ya que con la caída de Zelaya el liberalismo había quedado proscrito.
Una vez creada una nueva Constitución, en abril de 1911, no la quiso promulgar y manu militari disolvió la Asamblea Constituyente y de inmediato convocó a otra que se instaló el 1.º de mayo de 1911. Ordenó el encarcelamiento del ministro de Guerra, el general Luis Mena Vado, quien dominaba el poder de fuego, lo que le valió el repudio de los correligionarios liberales. Todas estas acciones le costaron la presidencia y el 8 de mayo de 1911 tuvo que renunciar al ser relevado del poder por sus aliados conservadores, el general Luis Mena y su propio vicepresidente Adolfo Díaz Recinos.

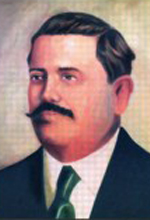
Juan José Estrada en retrato oficial 1910.

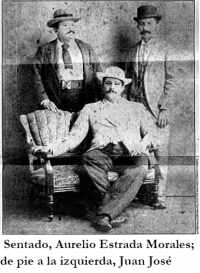
Juan José Estrada junto a sus hermanos Aurelio y José Dolores.